# 앙토니 모데스트
앙토니 음부 아고고 모데스트(프랑스어: Anthony Mbu Agogo Modeste, 1988년 4월 14일 ~ )는 현재 알아흘리에서 스트라이커로 활약하고 있는 프랑스의 축구 선수이다.
니스에서 선수 생활을 시작한 그는 2009-10 시즌 리그 2의 소속 팀인 앙제로 임대되어 리그에서만 20골을 기록한다. 이후 많은 빅클럽에서 관심을 사로잡았고, 2010년 8월 13일 보르도와 4년 계약을 하게 된다.
2013년 7월 9일 모데스트는 호펜하임과 3년 계약을 체결하면서 독일에서의 선수 생활이 시작되었다. 이후 리그 55회 출장 19골로 선전을 하였고, 2016년 6월 26일 쾰른으로 팀을 옮기게 된다. 이후 푸스발-분데스리가 2015-16에서 리그 득점 5위, 팀 내 최다 득점을 하는 등 좋은 활약을 보여주고 있다.